# San Pedro, distriktet Belize
San Pedro (engelska: San Pedro Town) är en ort i Belize.   Den ligger i distriktet Belize, i den nordöstra delen av landet, 110 km nordost om huvudstaden Belmopan. San Pedro ligger 4 meter över havet och antalet invånare är 8 418.
Terrängen runt San Pedro är mycket platt. Havet är nära San Pedro söderut. Trakten är glest befolkad. Det finns inga andra samhällen i närheten. 